# کیسی کلارک
کیسی کلارک (انگلیسی: Kaysie Clark؛ زادهٔ ۳۱ ژانویهٔ ۱۹۹۳) بازیکن فوتبال اهل ایالات متحده آمریکا است.
از باشگاه‌هایی که در آن بازی کرده‌است می‌توان به اف سی کانزاس سیتی اشاره کرد.
وی همچنین در تیم ملی فوتبال United States U17 بازی کرده‌است.